# Сражение при Биг-Бетель
Сражение при Биг-Бетель (англ. Battle of Big Bethel), также известно как Battle of Bethel Church, произошло 10 июня 1861 года во время Гражданской войны в Америке, в округе Йорк, штат Вирджиния.
Федеральный генерал Бенджамин Батлер послал несколько пехотных колонн из Хэмптона и Ньюпорт-Ньюз против отрядов конфедератов, расположенных в Биг-Бетел-Черч и Литтл-Бетел-Черч. Конфедераты оставили Литтл-Бетел-Черч и укрепились на берегу Брик-Килн-Крик, возле Биг-Бетел-Черч. Генерал Эбенезер Пирс отправил войска во фронтальную атаку вдоль дороги, но был отбит. 5-й нью-йоркский полк (зуавы) перешел реку ниже по течению и попробовал обойти левый фланг конфедератов, но также был отбит. Федеральные части беспорядочно отступили к Хэмптону и Ньюпорт-Ньюз.
Сражение стало первым наземным сражением гражданской войны на территории современной Вирджинии. В каком-то смысле его можно считать первым сражением всей гражданской войны. Сражение при Филиппи произошло раньше (3 июня 1861), но оно скорее похоже просто на перестрелку, чем на полноценное сражение.

## Предыстория
Батлер находился в форте Монро около Хэмптона, осуществляя блокаду Чесапикского залива. Контроль над фортом позволял федералам занимать прилегающие города Хэмптон и Ньюпорт-Ньюз.
Чтобы не позволить северянам действовать на полуострове, южане под командованием Джона Магрудера возвели оборонительную линию с аванпостами в Литл-Бетел-Черч, в 13 километрах от Хэмптона, а также в Биг-Бетел-Черч, немного севернее, на реке Марш-Крик (сейчас Брик-Килн-Крик), притоке Бэк-Крик. Магрудер имел 1200 человек, в их числе 1-й северокаролинский пехотный полк пл-ка Дэниля Хилла, 3-й вирджинский пехотный полк подполковника Вильяма Стюарта, кавалерийский батальон майора Монтагю и ричмондский гаубичный батальон майора Джорджа Рэндольфа.

## Силы сторон
Отряд Бенжамена Батлера насчитывал 4400 человек в семи полках:
- 1-й Нью-Йоркский пехотный полк (750 чел.): полк. Уильям Аллен
- 2-й Нью-Йоркский пехотный полк (750 чел.): полк. Джозеф Карр
- 3-й Нью-Йоркский пехотный полк (650 чел.): полк. Фредерик Тоунсенд
- 5-й Нью-Йоркский пехотный полк (850 чел.): полк. Абрам Дьюри
- 7-й Нью-Йоркский пехотный полк(750 чел.): полк. Джон Бендикс
- 1-й Вермонтский пехотный полк (300 чел.): подп. Питер Уашберн
- 4-й Массачусетский пехотный полк (300 чел.): май. Хорас Уиттмор
- 2-й артиллерийский (50 чел.): лейт. Джон Троут Грибл

## Сражение
Наткнувшись на аванпосты южан, Батлер направил против них 3500 человек в сомкнутых колоннах. Непосредственное командование осуществлял бригадный генерал Эбенезер Пирс. Наступление возглавлял 5-й Нью-Йоркский пехотный полк полковника Абрама Дюри, известный как «Зуавы Дюри». Но как только люди Дюри начали атаку, 7-й Нью-Йоркский пехотный полк (Джон Бэндикс) неожиданно открыл огонь по 3-му нью-йоркскому, который стоял в тылу и был одет в серую униформу. Ньюйоркцам показалось, что конфедераты обошли и с тыла. Услышав стрельбу сзади себя, люди Дюри решили, что их обошли и отступили. Эффект внезапности был утрачен. От дружественного огня было ранено 21 человек (двое смертельно).
Южане оставили Литл-Бетель-Черч и отошли к укреплениям на Брик-Килн-Крик. Федеральные части начали преследование и атаковали противника с правой стороны дороги. Было проведено несколько атак, но только 1-й вермонтский пехотный полк (подп. Петер Вэшберн) сумел перейти реку. Майор Теодор Уинтроп, который числился в 7-м пехотном, но служил в штабе Пирса, повел части 5-го нью-йоркского, 1-го вермонтского и 4-го массачусетского в обход левого фланга противника. Они смогли перейти реку, но их атака также была отбита. Уинтроп, талантливый начинающий писатель, погиб во время этой атаки. Федеральные части в беспорядке отступили к Хэмптону и Ньюпорт-Ньюз.

## Последствия
Федералы потеряли 79 человек. 5-й нью-йоркский полк потерял 31 человека, из них семеро убито или смертельно ранено.
Южане потеряли одного человека убитым и семерых ранеными. Магрудер особо отметил действия артиллеристов Рэндольфа и северокаролинцев Дэниэля Хилла. Через несколько часов после сражения Магрудер отвел свои силы к Йорктауну, где возвел линию укреплений для защиты реки Варвик.
Джадсон Килпатрик, в то время капитан полка «Зуавы Дьюри» стал первым офицером, раненым в истории гражданской войны. Он получил ранение в бедро шрапнелью.

## Поле битвы сегодня
Основная часть поля битвы — Биг Бетел и Литтл Бетел — не сохранилась до настоящего времени. Сейчас территория занята коммерческой застройкой. Брик-Килн-Крик была запружена и образовалось водохранилище Биг Бетел, которое заняло часть поля боя. От поля боя остались отдельные фрагменты, но распознать их на местности сейчас практически невозможно.